# Julie Heins
Hansine Julie Heins (27. september 1822 i Odense – 17. april 1902 i København), født Nielsen, var skolebestyrerinde og læsepædagog og huskes især for abc'en Hanebogen, der blev brugt gennem generationer.
Julie Nielsen voksede op hos sin moster og onkel i Næstved, og i 1841 blev hun gift med tandlæge Fredrik Heins i Næstved, og de fik to børn sammen og flyttede til Odense, hvor han forlod hende i 1848, så hun stod alene med de to børn. Med svigerindens hjælp kom Julie Heins til København og blev uddannet hos Nathalie Zahle, så hun i 1855 kunne åbne Julie Heins Skole i Odense, i første omgang kun for piger og senere også for drenge. I 1878 påbegyndte Julie Heins at uddanne almuelærerinder med dimission første gang i 1880. I 1883 solgte hun sin skole og privatlærerindekurset til Niels Thomsen, der dernæst kaldte lærerindekurset Odense Kvindeseminarium. Det blev i 1895 sammenlagt med mandsseminariet Odense Seminarium, som Carl Jensen Busk og Vilhelm Yderik havde grundlagt i 1891, og fællesseminariet Odense Seminarium fik Niels Thomsen som sin første leder i det første tiår.